# John Eisele
John Lincoln Eisele (Newark, 18 gennaio 1884 – Newark, 30 marzo 1933) è stato un mezzofondista e siepista statunitense.
Nel 1908 prese parte ai Giochi olimpici di Londra conquistando la medaglia di bronzo nei 3200 metri siepi alle spalle dei britannici Arthur Russell e Archie Robertson. Fu anche medaglia d'argento nelle 3 miglia a squadre: individualmente si classificò quarto (primo tra gli statunitensi), portando alla squadra, formata da George Bonhag, Herb Trube, Gayle Dull e Harvey Cohn, 4 punti.
Dopo essersi laureato a Princeton nel 1906, entrò in società con il padre fondando la Eisele & King, società di intermediazione mobiliare con sede a Newark. In seguito alla grande depressione la società fu soggetta a numerosi debiti e nel 1933 Eisele si tolse la vita con un colpo di pistola all'età di 49 anni.

## Palmarès
| Anno | Manifestazione  | Sede   | Evento             | Risultato | Prestazione | Note  |
| ---- | --------------- | ------ | ------------------ | --------- | ----------- | ----- |
| 1908 | Giochi olimpici | Londra | 3200 metri siepi   | Bronzo    | 11'00"8     |       |
| 1908 | Giochi olimpici | Londra | 3 miglia a squadre | Argento   | 19 p.       | [ 1 ] |